# Malthonea aurescens
Malthonea aurescens es una especie de escarabajo longicornio del género Malthonea, tribu Desmiphorini, subfamilia Lamiinae. Fue descrita científicamente por Breuning en 1966.
La especie se mantiene activa durante el mes de marzo.

## Descripción
Mide 8-10,2 milímetros de longitud.

## Distribución
Se distribuye por Ecuador.